# 荒川洋平
荒川 洋平（あらかわ ようへい、1961年10月 - ）は、日本の認知言語学者、日本語教育学者。
東京外国語大学国際日本学研究院教授。
ＮＨＫ国際放送番組"Japan-easy"言語監修
および読売新聞英字紙 The Japan News コラムニスト。言語学と日本語教育の接点を探る「応用認知言語学」と、個人や組織における複言語・複文化環境のあり方を考察する「国際言語管理学」を主たる研究フィールドとする。活動の中心は書籍であり、メディアによる発信も積極的に行なっている。

## 学歴
- 1984年　立教大学文学部フランス文学科卒業
- 1993年　ニューヨーク大学教育大学院外国語教育専攻修士課程修了

## 職歴
- 1988年　デューク大学アジア太平洋研究所 助手
- 1990年　ニューヨーク大学成人教育部外国語科 非常勤講師（日本語担当）
- 1992年　国際交流基金日本語国際センター 講師
- 1994年　国際交流基金シドニー日本語センター 講師（日本語教育派遣専門家）
- 1996年　国際交流基金日本語国際センター 講師に復職
- 1999年　東京外国語大学留学生日本語教育センター 助教授
- 2014年　東京外国語大学留学生日本語教育センター 教授
- 2015年　東京外国語大学国際日本学研究院 教授（改組に伴う配置転換）

## 著書
- 「国際コミュニケーション・マネジメント入門」（編著）アスク出版（2022）
- 「日本語教育のミカタ　対話で具体的に学ぶ新しい教科書」（単著）凡人社（2018）
- 「日本語教育のスタートライン」（単著）　スリーエーネットワーク　（2016）
- 「デジタル・メタファー　～ことばはコンピューターとどのように向きあってきたか～」（単著）東京外国語大学出版会（2013）
- 「日本語多義語学習辞典　名詞編」（編・著）アルク（2011）
- 「とりあえず日本語で　～もしもあなたが外国人と「日本語で話す」としたら～」（単著）スリーエーネットワーク（2010）
- 「日本語という外国語」（単著）講談社（2009）
- 「日本語教師のための応用認知言語学」（森山新との共著）凡人社（2009）
- 「悩める日本語教師たちに贈るこぐまのお助けハンドブック」（単著）アルク（2007）
- 「続・もしも…あなたが外国人に『日本語を教える』としたら」（単著）スリーエーネットワーク（2007）
- 「英語多義ネットワーク辞典」（共著、執筆担当）小学館（2007）
- 「もしも…あなたが外国人に『日本語を教える』としたら」（単著）スリーエーネットワーク（2004）